# Pomorski klasyk

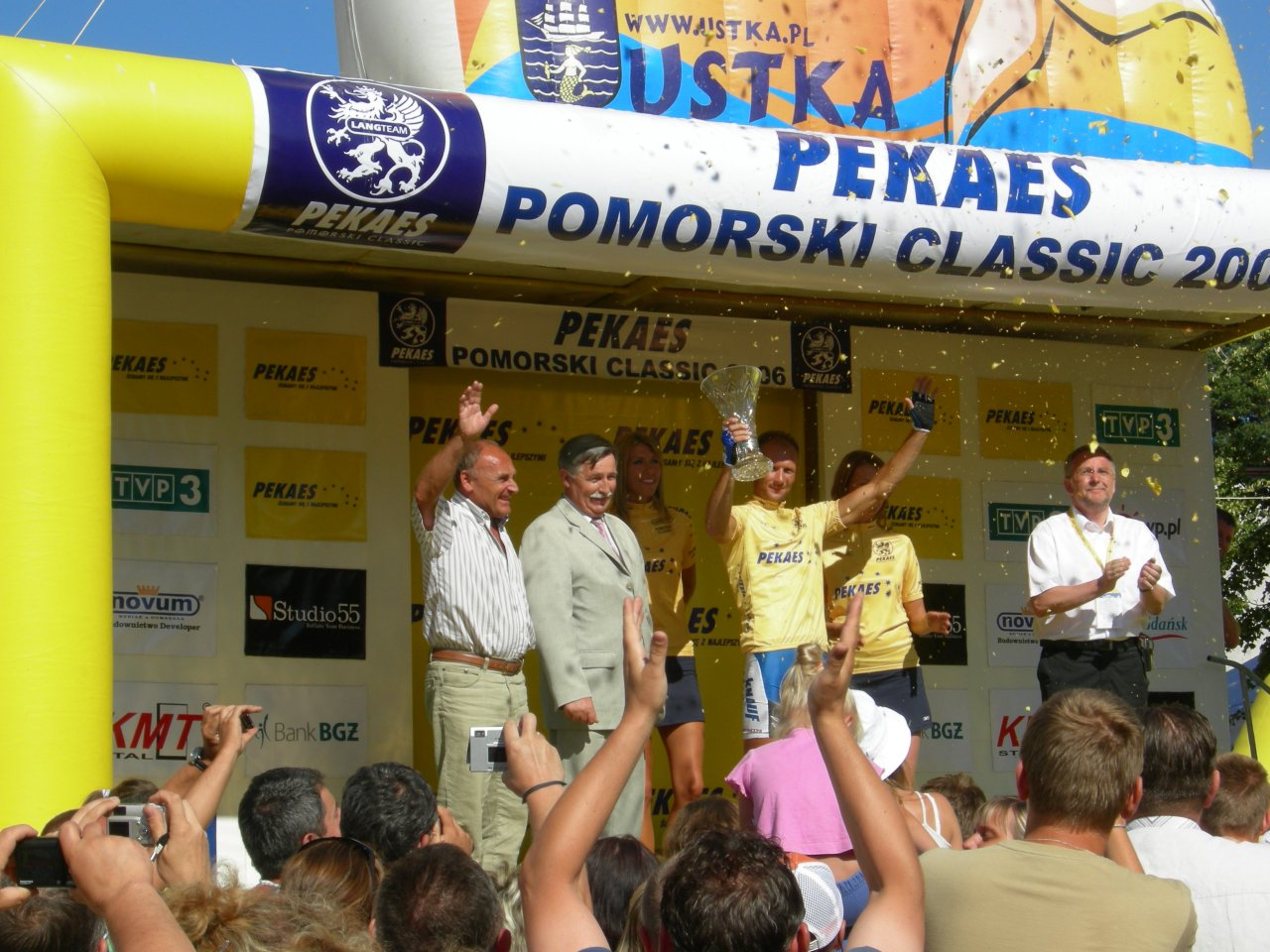
Krzysztof Jeżowski – zwycięzca wyścigu w 2006

Pomorski Klasyk (Szlakiem Kaszubskiego Pierścienia, Pekaes Pomorski Classic, Pomerania Tour) – szosowy wyścig kolarski, organizowany w latach 2003–2010, w lipcu, na Kaszubach (województwo pomorskie). W latach 2003–2008 przeprowadzany w formule wyścigu jednodniowego, zaś w latach 2009–2010, jako wyścig etapowy Pomerania Tour. Organizatorem wszystkich edycji był Lang Team, należący do Czesława Langa.
W latach 2003–2010 zaliczany do polskiego cyklu wyścigowego ProLiga oraz do kontynentalnego cyklu wyścigowego UCI Europe Tour. W 2010 posiadał kategorię UCI 1.2.
Brały w nim udział polskie drużyny kolarskie, grupy zagraniczne z dywizji UCI Continental Teams oraz reprezentacje narodowe i regionalne.

## Lista zawodników na podium
| Edycja | Rok  | Zwycięzca          | 2. miejsce         | 3. miejsce            |
| ------ | ---- | ------------------ | ------------------ | --------------------- |
| I.     | 2003 | Zbigniew Piątek    |                    |                       |
| II.    | 2004 | Piotr Chmielewski  |                    |                       |
| III.   | 2005 | Piotr Wadecki      | Paweł Zugaj        | Marek Rutkiewicz      |
| IV.    | 2006 | Krzysztof Jeżowski | Daniel Czajkowski  | Adam Wadecki          |
| V.     | 2007 | Marcin Sapa        | Wojciech Pawlak    | Grzegorz Żołędziowski |
| VI.    | 2008 | Dariusz Baranowski | Krzysztof Jeżowski | Piotr Zaradny         |
| VII.   | 2009 | Artur Detko        | Jacek Morajko      | Tomasz Smoleń         |
| VIII.  | 2010 | Dirk Müller        | Kim Lachmann       | Wołodymyr Duma        |

## Edycje
| Edycja | Termin        | Kategoria UCI | Miejsce                          | Dystans             | Źródło             |
| ------ | ------------- | ------------- | -------------------------------- | ------------------- | ------------------ |
| 1      | 07.2003       |               | Bytów                            |                     |                    |
| 2      | 18.07.2004    |               | Słupsk–Ustka                     | 260 km              | [ 1 ]              |
| 3      | 10.07.2005    | UCI 1.2.      | Bytów–Ustka                      | 196 km              | [ 2 ] [ 3 ]        |
| 4      | 16.07.2006    | UCI 1.2.      | Ustka                            | 90 km               | [ 4 ] [ 5 ]        |
| 5      | 15.07.2007    | UCI 1.2.      | Bytów                            | 301 km              | [ 6 ]              |
| 6      | 13.07.2008    | UCI 1.2.      | Bytów                            | 298 km              | [ 7 ]              |
| 7      | 10-12.07.2009 | bez kat.      | Gdańsk Straszyn–Przywidz Kartuzy | 40 km 165 km 170 km | [ 8 ] [ 9 ] [ 10 ] |
| 8      | 24-25.07.2010 | UCI 1.2.      | Gdańsk Kartuzy                   | 40 km 160 km        | [ 11 ] [ 12 ]      |